# Sabine Huth
Sabine Huth (* 3. Januar 1967 in Stuttgart) ist eine ehemalige deutsche Curlerin. 
Ihr internationales Debüt hatte Huth bei der Junioreneuropameisterschaft 1985 in Kopenhagen, sie blieb aber ohne Medaille. 1991 gewann sie bei der EM in Chamonix mit der Goldmedaille ihr erstes Edelmetall. 
Huth spielte als Lead der deutschen Mannschaft bei den XVI. Olympischen Winterspielen 1992 in Albertville im Curling. Die Mannschaft von Andrea Schöpp gewann die olympische Goldmedaille nach einem 9:3-Sieg im Finale gegen Norwegen um Skip Dordi Nordby. Da Curling damals noch eine Demonstrationssportart war, besitzt die Medaille keinen offiziellen Status.

## Erfolge
- 1. Platz Olympische Winterspiele 1992 (Demonstrationswettbewerb)
- Europameisterin 1991